# Dan Clark
Dan Clark, né le 3 juillet 1976 à Londres, est un acteur et scénariste britannique.
Il est connu pour avoir écrit et joué le personnage principal du sitcom comique How Not to Live Your Life.

## Filmographie
A joué dans la série Ma tribu dans l'épisode 6 de la Saison 1 dans le rôle de Josh (en 2000)
A joué dans la série "No heroics" dans l'épisode 5 de la saison 1.
A joué dans la série How Not to Live Your Life - Saison 1, 2 et 3 (de 2008 à 2011) dans le rôle de Don Danbury.